# Eike Reschke
Eike Reschke (* 3. Juli 1934 in Berlin; † 28. Juni 2020) war ein deutscher Sportrechtler und Hochschullehrer.

## Leben
Nach dem Abitur studierte Reschke ab 1954 an den Universitäten in Kiel und in Freiburg im Breisgau Rechtswissenschaften sowie Sport. Er war Mitglied der Studentenverbindung ATV Cheruscia-Burgund Freiburg im ATB. 1958 legte er in Freiburg das erste juristische Staatsexamen und das philologische Staatsexamen im Fach Sport ab. 1962 wurde in Freiburg seine Doktorarbeit (Thema: „Der Schutz ausländischer Rechtsgüter durch das deutsche Strafrecht“) angenommen. Nach der Referendar zeit bestand er 1963 vor dem Justizministerium in Stuttgart das zweite juristische Staatsexamen.
Von 1963 bis 1967 war Reschke in Bad Godesberg als Referent der Gemeinsamen Kommission der Kultusministerkonferenz und der Westdeutschen Rektorenkonferenz für Studien- und Prüfungsordnungen tätig. 1967 wechselte er als Referent ins Niedersächsische Kultusministeriums nach Hannover und war dort zuerst für die Prüfungsordnungen, dann für die Hochschulreform sowie das Landeshochschulgesetz zuständig.
1971 wurde Reschke Kanzler der Deutschen Sporthochschule Köln (DSHS) und blieb bis 1999 im Amt. In dieser Zeit arbeitete er entscheidend am Ausbau der DSHS mit und war unter anderem an der Entwicklung des Lehr- und Forschungsgebietes Sportrecht beteiligt. Darüber hinaus wirkte er als Lehrbeauftragter und Prüfer im Fach Sportrecht. Im November 1999 wurde er an der DSHS zum Honorarprofessor für Sportrecht ernannt. In Forschungsprojekten befasste sich Reschke mit dem „Verhältnis von Sport, Ethik und Recht als grundsätzlicher Ansatz für ‚Sportrecht‘“ und der „Dokumentation des Sportrechts“. 1984 legte er einen Entwurf für ein „Handbuch des Sportrechts“ vor und war zwei Jahre später an der Herausgabe des Handbuches beteiligt. Er befasste sich zudem in Veröffentlichungen mit der Entwicklung der Deutschen Sporthochschule, der Entwicklung des Amateurstatusses im Sport sowie mit der „rechtlichen Erfassung des Konflikts zwischen Sport und Umwelt“.
Reschke gehörte zu den Gründungsmitgliedern der Vereinigung für Deutsches und Internationales Sportrecht und gehörte deren Vorstand an.
Reschke wurde am 7. Juli 2020 auf dem Friedhof in Feldberg-Altglashütten beigesetzt.